# Gimnasia y Esgrima de Mendoza
Le Gimnasia y Esgrima de Mendoza est une institution sportive argentine basée dans la ville de Mendoza, dont la principale section est l'équipe de football professionnelle masculine, qui évolue actuellement en Primera Nacional (deuxième division de football argentine). Il fait partie des quatre clubs les plus importants de la province de Mendoza avec 20 titres remportés au niveau régional et 9 participations au championnat de première division argentine. 
Outre ses sections masculine et féminine de football, le club compte également des sections de hockey sur gazon, patinage artistique, handball, futsal, padel et basketball.
Crée le 30 août 1908, le Gimnasia y Esgrima de Mendoza, couramment surnommé "El lobo del parque" ("le loup du parc"), est basé depuis 1932 au Stade Victor Legrotaglie, situé à l'entrée du Parc San Martin de la ville de Mendoza.

## Histoire
1. ↑  Seuls les principaux titres en compétitions officielles sont indiqués ici.